# Abraham Wolff (Rabbiner)

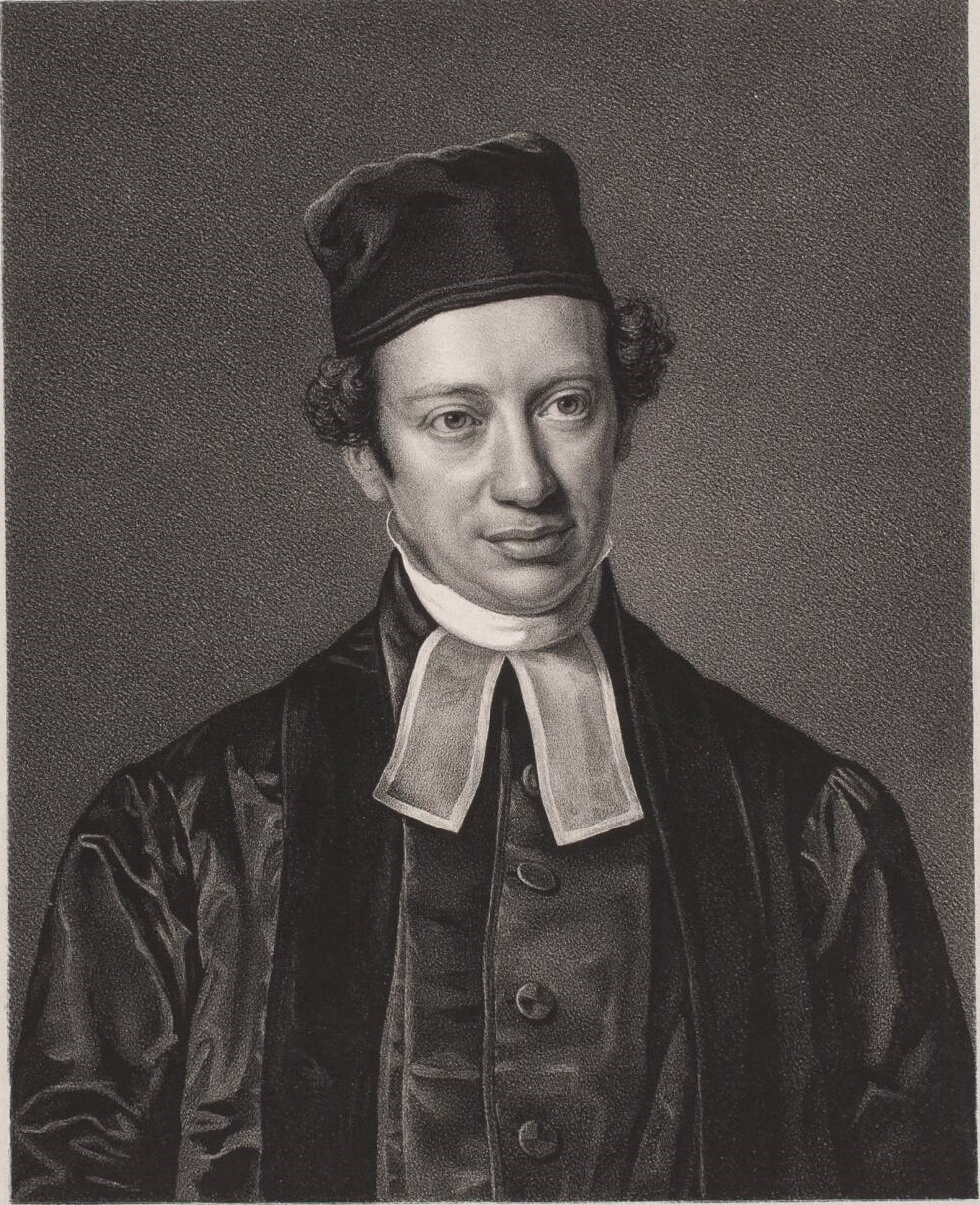
Edvard Fortling: Abraham Alexander Wolff, 1854

Abraham Alexander Wolff (* 29. April 1801 in Darmstadt; † 3. Dezember 1891 in Kopenhagen) war ein deutsch-dänischer jüdischer Theologe und Rabbiner.

## Leben
Geboren als Sohn des Kaufmanns und Talmudkenners Alexander Wolff (1763–1844) und dessen Frau Henriette, geb. Gans, lernte er schon als Sechsjähriger bei Rabbi Callmann Mengeburg und dann am Ludwig-Georgs-Gymnasium, dem Großherzoglichen Gymnasium seiner Vaterstadt, ab dem Alter von 16 Jahren weiter bei Herz Scheyer in Mainz, dann bei Abraham Bing in Würzburg.
Er studierte an der Universität Würzburg Theologie und Philosophie, u. a. bei Kilian Joseph Fischer, dessen Tätigkeit offenbar das Interesse jüdischer Studenten weckte.
1821 wurde er an der Universität Gießen mit einer Arbeit zu Der Prophet Habakuk, mit einer wörtlichen und einer freien, metrischen Uebersetzung, einem vollständigen philologisch-kritischen und exegetischen Commentare promoviert. Anschließend wirkte er als Rabbi in Gießen, bis er 1826 von Großherzog Ludwig I. zum Oberrabbiner von Hessen ernannt wurde. Bereits zwei Jahre später ernannte ihn König Frederik VI. zum Oberrabbiner von Dänemark.
In den langen Jahren seiner Tätigkeit übersetzte er biblische und andere theologische Texte ins Dänische, ermöglichte bereits 1833 die Fertigstellung der Kopenhagener Synagoge und trug insgesamt zu einer Modernisierung des dänischen Judentums bei.
Wolff war seit 1826 verheiratet mit Johanna Goldschmidt (1806–1876), sie hatten elf Kinder. Er pflegte sein Leben lang den Kontakt nach Hessen und war etwa mit Justus von Liebig befreundet. Begraben liegen er und seine Frau auf dem Jüdischen Nordfriedhof in Kopenhagen.

## Schriften (Auswahl)
- Der Prophet Habakuk, mit einer wörtlichen und einer freien, metrischen Uebersetzung, einem vollständigen philologisch-kritischen und exegetischen Commentare. C. Stahl, Darmstadt 1822. 326 S. Google Books
- Die Lehre der israelitischen Religion, bearbeitet für Stadt- und Landschulen. Müller, Mainz 1825. 123 S.
- Agende zum Gebrauche beim Israelitischen Gottesdienste. S. Trier, Kopenhagen 1839. 151 S. Google Books
- Die Stimmen der ältesten glaubwürdigsten Rabbinen über die Pijutim = עתרת שלום ואמת. Leopold Schmauß, Leipzig 1851. 76 S. (Digitalisat).
- De fem Mosebøger. Chamesjah Chomosjæ HaTorah. Den Jødiske Religionsskole, Kopenhagen 1891. 877 S. (Bibelübersetzung ins Dänische)